# Elizabeth Moon
Elizabeth Moon (született Susan Elizabeth Norris) (McAllen, Texas, 1945. március 7. –) Nebula-díjas amerikai sci-fi-író.

## Életrajz
Moon a Texasi McAllenben született és nőtt fel. Első könyvét 6 évesen írta a kutyájáról.
Főiskolai diplomáját történelemből szerezte 1968, a Rice Universityben a szintén Texasi Houstonban. Később egy másoddiplomát szerzett biológiából. 1968 csatlakozott a tengerészgyalogsághoz, ahol elérte 1. főhadnagyi rangját. 1969-ben összeházasodott Richard Sloan Moonnal, egy fiuk született: Michael (1983–).
Az írásai többsége katonai tudományos-fantasztikus műfajba sorolható, bár a biológia, politika és személyes kapcsolatkérdések is erősen jellemzik őket.
A 2002-ben megjelent The Speed of Dark (A sötét sebessége) című regényével Nebula-díjat szerzett. A történetet egy autista számítástechnikai programozó nézőpontjából mondanak el, akit megihletett saját autista fia, Michael.
Több mint 20 regény és körülbelül három tucat elbeszélés került ki a keze alól.
Moonnak zenés háttere is van, az egyetemi napjai alatt a harmonikán játszott, ezen kívül tapasztalt mentőasszisztens.

## Magyarul megjelent művei
- A sötét sebessége; ford. Gálvölgyi Judit; Metropolis Media, Bp., 2009 (Metropolis könyvek) ISBN 9789639866034